# Jonangi
Der Jonangi ist eine nicht von der FCI anerkannte Hunderasse aus Indien.

## Herkunft und Geschichte
Das Jonangi ist eine ursprüngliche, sehr alte Hunderasse der östlichen Küsten Indiens. Er wird den Pariahunden bzw. den Schensihunden zugeordnet und hat vielleicht die gleichen Vorfahren wie die Dingos Australiens. 

## Beschreibung
Entfernt an einen Bullterrier erinnernd, ist er jedoch lange nicht so stämmig und massig. Die Widerristhöhe (Schulterhöhe) beträgt etwa 35 bis 40 cm. Sein Fell ist kurz, dicht anliegend, in vielen Farben, wie diversen Brauntönen, aber auch Schwarz mit Weiß. Auffällig ist der Kopf mit der zerknitterten Stirn und den Tulpenohren. Die Rute, also der Schwanz, wird eingerollt über dem Rücken getragen. In seinen Lautäußerungen ähnelt er dem Basenji, er gibt jodelartige Laute von sich, statt zu bellen. Wie bei vielen urtümlichen Hunden wird die Hündin nur einmal im Jahr läufig. Diese Hunderasse befindet sich am Rande des Aussterbens, in letzter Zeit bestehen aber Bemühungen ihn für die Nachwelt zu erhalten.

## Verwendung
Der mittelgroße couragierte Hund wird heute noch als Familienhund, als Wachhund gehalten oder für die Jagd auf kleines Wild.